# 周嘉威
周嘉威（1983年8月23日—），广东广州人，中国男子游泳运动员。

## 生平
周嘉威曾就读于广州沙面小学及广州市第一中学，曾于中山大学就读研究生学位。自幼儿园（丛桂幼儿园）开始练习游泳。
周嘉威在2001年广州举行的九运会上获得男子100米蝶泳金牌。2005年十运会上，获100米蝶泳冠军。2006年多哈亚运会获男子50米蝶泳金牌，在同年举行的全国游泳冠军赛暨亚运会选拔赛男子50米蝶泳决赛上，以23秒86的成绩超过日本选手创造的23秒91的亚洲纪录。
2010年广州亚运会上获100米蝶泳金牌（时间51.83秒）。
2012年，周嘉威代表中国出戰英國倫敦舉行的奥林匹克运动会游泳比賽男子100米蝶泳及4×100米混合泳接力賽事。

## 家庭
周嘉威父亲周志成，为地道的老广州人；母亲李珊元则来自上海，已于2013年8月29日去世；
周嘉威于2011年5月29日与女友施闻举行水底婚礼并在之后育有一子。